# Calgary Heritage
Circonscription électorale fédérale du Canada
Calgary Heritage est une circonscription électorale fédérale canadienne de l'Alberta. Créée en 2012 mais effective à partir de 2015, elle est située dans le sud-ouest de la ville de Calgary.
Les circonscriptions limitrophes sont
- au nord : Calgary Signal Hill et Calgary-Centre
- à l'est : Calgary Midnapore
- au sud et à l'ouest : Foothills.

Lors du redécoupage électoral de 2022, la circonscription de Calgary Heritage et celle voisine de Calgary Midnapore ont vu leur limite commune légèrement modifiée.

## Députés
| Législature                                                    | Années       | Député            | Député         | Parti        |
| -------------------------------------------------------------- | ------------ | ----------------- | -------------- | ------------ |
| Calgary Heritage issue de Calgary-Sud-Est et Calgary-Sud-Ouest |              |                   |                |              |
| 42e                                                            | 2015–2016    |                   | Stephen Harper | Conservateur |
| 42e                                                            | 2017-2019    | Bob Benzen        |                | Conservateur |
| 43e                                                            | 2019–2021    | Bob Benzen        |                | Conservateur |
| 44e                                                            | 2021–2022    | Bob Benzen        |                | Conservateur |
| 44e                                                            | 2023–présent | Shuvaloy Majumdar |                | Conservateur |

## Résultats électoraux
|  | Candidat          | Parti                                             | #     | %      |
|  | ----------------- | ------------------------------------------------- | ----- | ------ |
|  | Bob Benzen        | Conservateur                                      | 19389 | 71.5 % |
|  | Scott Forsyth     | Libéral                                           | 5889  | 21.7 % |
|  | Khalis Ahmed      | Néo-Démocrate                                     | 784   | 2.9 %  |
|  | Taryn Knorren     | Vert                                              | 484   | 1.8 %  |
|  | Jeff Willerton    | Héritage Chrétien                                 | 383   | 1,4 %  |
|  | Darcy Gerow       | Parti libertarien du Canada                       | 113   | 0.4 %  |
|  | Stephen J. Garvey | Parti de l'héritage de l'Avancement national (en) | 79    | 0.3 %  |
|  | Total             |                                                   | 27121 | 100%   |

|       | Candidat                       | Parti             | # de voix | % des voix |
|       | (X) Stephen Harper             | Conservateur      | +37 263,  | 63,77 %    |
|       | Brendan Miles                  | Libéral           | +15 172,  | 25,97 %    |
|       | Matt Masters                   | NPD               | +04 255,  | 7,28 %     |
|       | Kelly Christie                 | Vert              | +01 246,  | 2,13 %     |
|       | Steven Paolasini               | Parti libertarien | +00246,   | 0,42 %     |
|       | Larry R. Heather               | Indépendant       | +00114,   | 0,2 %      |
|       | Korry Zepik                    | Indépendant       | +00073,   | 0,12 %     |
|       | Nicolas Duchastel de Montrouge | Indépendant       | +00061,   | 0,1 %      |
| Total | Total                          | Total             | 58 430    | 100 %      |